# آنا گوستوملسکی
آنا گوستوملسکی (به انگلیسی: Anna Gostomelsky) (زادهٔ ۹ ژوئن ۱۹۸۱) شناگر اهل اسرائیل است.